# World Association of Nuclear Operators

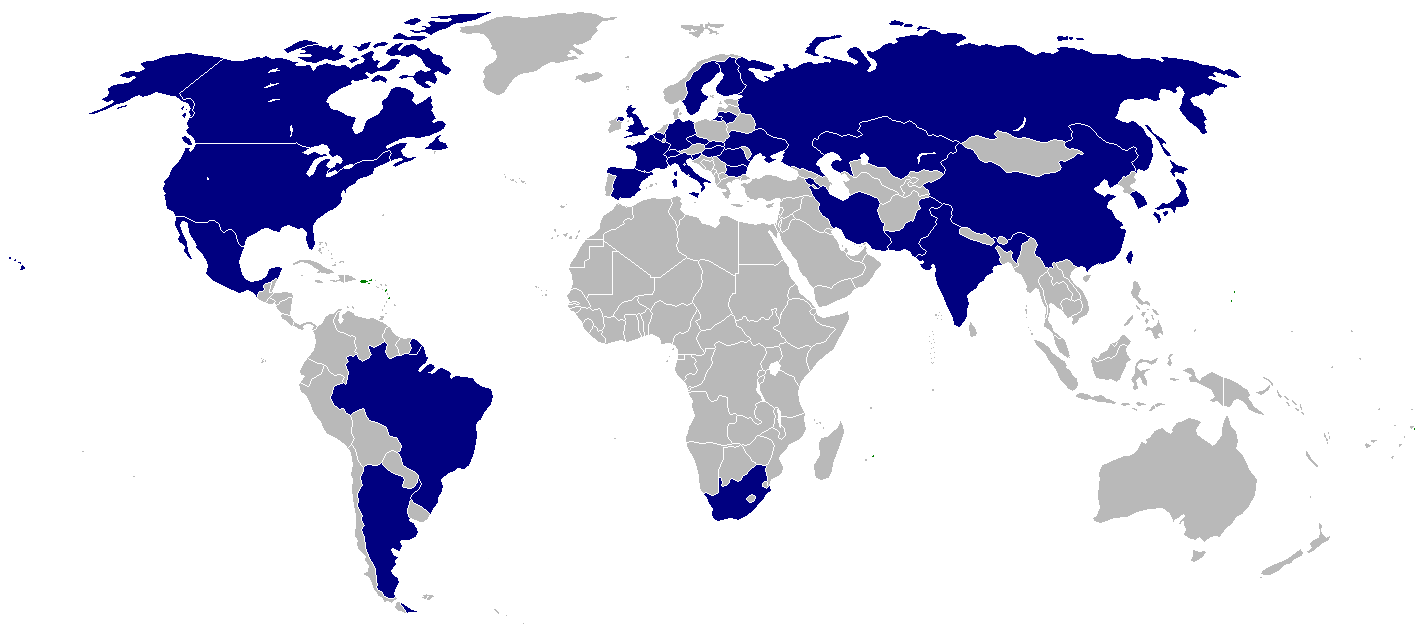
Mitgliedsstaaten der WANO (Stand 2010)

Die World Association of Nuclear Operators (WANO), deutsch: Weltverband der Kernkraftwerksbetreiber, ist eine Interessenorganisation der Atomindustrie.
Sie hat ihren Sitz in London und vier Regionalzentren in Atlanta, Paris, Moskau und Tokio. Sämtliche Staaten und Organisationen der Welt, die eine Anlage zur Stromerzeugung aus Kernenergie betreiben, sind Mitglied der WANO. Gegründet wurde die WANO 1989, drei Jahre nach der Katastrophe von Tschernobyl.
Selbstgesetzte Aufgabe der WANO ist es, durch gegenseitige Unterstützung, Informationsaustausch und Anwendung von Best-Practice-Verfahren die internationale Zusammenarbeit und Professionalität in der Atomindustrie zu fördern, insbesondere um Kernkraftwerke sicherer und zuverlässiger zu machen sowie deren Leistungsfähigkeit zu überprüfen, zu bewerten und zu verbessern.
WANO ist nicht zu verwechseln mit der 2001 gegründeten World Nuclear Association, ebenfalls mit Hauptsitz in Großbritannien.

## Leitung
Chief Executor Officer (Managing Director) ist seit 2013 Ken Ellis, der in mehreren leitenden Positionen bei Bruce Power tätig war. Jacques Régaldo, zuvor bei der Électricité de France beschäftigt, ist seit 2013 Chairman. Duncan Hawthorne, CEO bei Bruce Power, ist Präsident der WANO.

## Geschichte
Die Gründungsversammlung fand im Mai 1989 in Moskau statt. Zu den Gründern zählen Walter Marshall, Nikolai Lukonin und William S. Lee. Das erste größere Treffen („Biennale“) fand 1991 mit etwa 250 Teilnehmern in Atlanta statt; 1993 traf man sich in Tokio, 1995 in Paris, 1997 in Prag, 1999 in Kanada („A new Memorandum of Understanding is signed between WANO and the International Atomic Energy Agency regarding cooperation and exchange of information between the two organisations.“), Oktober 2003 in Berlin, 2005 in Budapest, 2007 in Chicago, Februar 2010 in Neu-Delhi.